# Johan Andersson (fotbollsspelare född 1974)
Johan Herman Andersson, född 30 oktober 1974, är en svensk före detta fotbollsspelare. Han spelade under sin karriär för bland annat Djurgårdens IF, Hammarby IF och GIF Sundsvall. Han tog SM-guld med Hammarby 2001.

## Karriär
Anderssons moderklubb är Gröndals IK och som 12-åring gick han till Djurgårdens IF. 1993 och 1994 spelade han för A-laget i Division 1. Efter att Djurgården blivit uppflyttade till Allsvenskan spelade Andersson 20 matcher och gjorde två mål i Allsvenskan 1995 samt 21 matcher och ett mål 1996. Klubben blev nedflyttade under säsongen 1996 och han spelade därefter åter med Djurgården i Division 1 1997. Totalt blev det fem säsonger i Djurgårdens A-lag, varav två i Allsvenskan.
Inför säsongen 1998 gick Andersson och Kaj Eskelinen över till rivalen Hammarby IF. Han spelade 22 ligamatcher och gjorde två mål i Allsvenskan 1998, 24 matcher Allsvenskan 1999 samt 18 matcher och fyra mål 2000. Säsongen 2001 spelade Andersson 23 ligamatcher och gjorde tre mål och hjälpte Hammarby att vinna SM-guld. Han fortsatte därefter spela för klubben i Allsvenskan fram till 2004.
I maj 2004 värvades Andersson av GIF Sundsvall efter att ha varit fjärdevalet som mittback i Hammarby bakom Pétur Marteinsson, Patrik Gerrbrand och Max von Schlebrügge. Han spelade för GIF Sundsvall i Allsvenskan under 2004 och 2005 och sedan i Superettan 2006 efter att klubben blivit nedflyttade.
Inför säsongen 2007 återvände Andersson till moderklubben Gröndals IK för spel i Division 1.

## Meriter
Hammarby IF
- Allsvenskan: 2001[9]